# Inrevés Edicions
Inrevés Edicions va ser una editorial de còmic fundada pels autors Pere Joan i Max que va estar en actiu de l'any 1999 al 2011. Les seves primeres presentacions van ser Diario de Nueva York, de Julie Doucet, Estigmas, de Lorenzo Mattotti i Claudio Piersanti, Tingran, un llibre de dibuixos de Pere Joan, i Fin, obra de Franciso Torres Linhart. El 2003, Inrevés Edicions va publicar la traducció al català de la novel·la gràfica sobre l'Holocaust Maus. Relat d'un supervivent.